# Bánh mì Adobe
Bánh mì Adobe hay còn gọi là bánh mì bỏ lò, là một loại bánh mì đặc trưng của các dân tộc Pueblo, Tây Nam Hoa Kỳ. Bánh mì thường có hình các con vật đặc trưng của vùng. Bột thường chứa thịt, rau, hạt hoặc quả hạch. Bánh mì được nướng trong lò nung ngoài trời hình tổ ong được gọi là bánh sừng bò. Bột nhào cơ bản được làm bằng men, bột mì, muối, nước ấm và chất tạo ngọt như mật ong hoặc đường.